# Polystachya principia
Polystachya principia är en orkidéart som beskrevs av Tariq Stévart och Phillip James Cribb. Polystachya principia ingår i släktet Polystachya och familjen orkidéer.
Artens utbredningsområde är Principe. Inga underarter finns listade i Catalogue of Life.